# جیک آریتا
جیک آریتا (انگلیسی: Jake Arrieta؛ زادهٔ ۶ مارس ۱۹۸۶) بازیکن بیس‌بال اهل ایالات متحده آمریکا است.
وی در مسابقات کشوری و بین‌المللی در مجموع برندهٔ ۱ مدال طلا، ۱ مدال برنز شده‌است.